# Joanne Kyger
Joanne Kyger (Califòrnia, 19 de novembre de 1934-22 de març de 2017) va ser una poetessa nord-americana. La seva poesia està influïda per la seva pràctica del budisme zen i els seus llaços amb els poetes de Black Mountain, del Renaixement de San Francisco, i de la Generació beat.

## Biografia
Kyger va estudiar a la Universitat de Califòrnia en Santa Bàrbara (Califòrnia).
El 1957 es va mudar al barri North Beach al nord-oest de la ciutat de Sant Francisco (Califòrnia), on es va relacionar amb els poetes Jack Spicer i Robert Duncan.
A principis de 1960 es va trobar al Japó amb el poeta beat Gary Snyder (a qui ella havia conegut el 1958 en San Francisco).
Es van casar el 28 de febrer de 1960. El 1962 van viatjar a l'Índia amb els poetes beats Allen Ginsberg i Peter Orlovsky. Allí van conèixer al Dalái Lama.
En 1964 va tornar sola als Estats Units.
A l'any següent (1965) va publicar el seu primer llibre, The Tapestry and the Web (El tapís i la xarxa).
El 1965 es va casar amb Jack Boyce. Es van separar a principis de los años setenta.
Kyger va publicar més de vint llibres de poesia i prosa, incloent-hi Going On: Selected Poems, 1958–1980 (de 1983) i Just Space: poems, 1979-1989 (de 1991).
Des de 1968 va viure en la vila de Bolinas (Califòrnia), on era editora del periòdic local. També va fer classes ocasionals en la Jack Kerouac School of Disembodied Poetics (Escola Jack Kerouac de Poètica Sense Cos), a la Universitat Naropa, a la ciutat de Boulder (estat de Colorado).
Va fer classes d'escriptura en el New College of Califòrnia, a la ciutat de San Francisco.
El 2000, la seva col·lecció de textos autobiogràfics ―escrits el 1981― es van tornar a publicar amb el títol Strange Big Moon: Japan and Índia Journals, 1960-1964 (‘estranya Lluna gran: diaris del Japó i l'Índia, 1960-1964), el qual Anne Waldman va cridar «un dels millors llibres del gènere del diari de viatges».
Els seus llibres de poesia més recents inclouen
God Never Dies (Blue Press),
The Distressed Look (Coyote Books),
Again (L'Albereda Press),
As Ever: Selected Poems (Penguin Books) i
About Now: Collected Poems from National Poetry Foundation, que l'any 2008 va guanyar el premi PEN Oakland Josephine Miles National Literary Award for Poetry.
El 2006 va obtenir una beca de la Foundation for Contemporary Arts Grants to Artists (Fundació de Beques per a Artistes en Arts Contemporànies).